# پل ملابادی
پل ملابادی (ترکی: Malabadi Köprüsü ، کردی: Pira Malabadê) یکی از پل‌های قوسی شکل است که در نزدیکی شهر سیلوان در کشور ترکیه واقع شده است. این پل بر روی رودخانه بطمان ساخته شده و به سال ۵۴۱ ه.ق سازندگی آن آغاز شده است. ساخت پل به سال ۵۴۹ ه.ق پایان یافته است.

## تاریخچه
تا پیش از پل جدید ملابادی، پلی قدیمی متعلق به سال ۴۸ ه.ق بر رودخانه بطمان واقع بود که در سال ۵۳۹ ه.ق خراب شد. در خصوص ساخت پل جدید، ابن الازرق گزارش می‌دهد که حاکم سیلوان و حسام‌الدین تیمورتاش اقدام به تاسیس پل جدید کردند. این واقعه مربوط به سال ۵۴۱ ه.ق است. تاسیس پل زیر نظر زهید نامی صورت گرفت./۴/ اما پس از ساخت پل، پایه پل به جهت سیلاب تخریب شد و زهید به جهت عدم مهارت در ساخت پل، محاکمه شد. کار ساخت پل، توسط ناظر دیگری مجدد آغاز شد و در سال ۵۴۸ ه.ق پل تقریباً ساخته شد. با این وجود سیلاب‌ها به پل آسیب‌هایی زدند که نیاز به تعمیرات جزئی داشت.
آلبرت گابریل، مورخ معماری فرانسوی و ژان ساواگت، مجسمه‌نگار، از این پل در سال ۱۹۳۲ میلادی بازدید کرده‌اند و در همین کاوش، ساواگت، کتیبه‌ای سنگی را مربوط به سال ۵۴۲ ه.ق در بنا شناسایی کرده‌است ه احتمالاً مربوط به شروع ساخت و ساز دوم پل بوده‌است. این پل بعدها و در اواخر قرن دوازدهم میلادی و اخیراً در قرن بیستم میلادی بازسازی کرده‌است. این پل تنها پل روی رودخانه در این منطقه بوده‌است و تا دهه ۱۹۵۰ که پل جدیدی بر روی رودخانه ساخته شده‌است، به طور مداوم در حال استفاده قرار می‌گرفت. دهانه این پل، بر روی رودخانه به شکل عمودی است،اما جاده با زاویه اندکی از رودخانه فاصله دارد. قوس بزرگ این پل، بالاترین ارتفاع پل است که به صورت نوک تیز، طراحی شده‌است. این پل ۱۵۰ متر طول و ۷ متر عرض دارد. این اثر به سال ۲۰۱۶ به عنوان یکی از آثار میراث جهانی در ترکیه، ثبت گردید.